# チキンジョージ
チキンジョージ（英語: Chicken George）は、兵庫県神戸市中央区にあるライブハウス。

## 概要
生田神社の道路を挟んだ西隣に位置している。

## 沿革
- 1980年9月、同所にあったキャバレー「エンペラー」の2階にオープン（初代）。
- 1993年7月、キャバレーの閉店に伴い新たに本格的なライブハウスとして建て替え（二代目）。
- 1993年11月、建替え竣工。再オープン。
- 1995年1月17日、阪神・淡路大震災により倒壊。 
  - 震災による倒壊後は跡地で青空ライブを開催。
- 1995年12月、同所にバラック作りで再建（三代目）。
- 2005年12月、一旦営業終了、土地を不動産会社に売却。
- 2008年5月、同所に地上10階、地下1階のマンション・カフェなどを備えた商業ビルに建て替え。同ビルの地下1階で再開（四代目）。

## 施設概要
- テーブル 30卓(150席)・オールスタンディング500名。イベントの趣旨に応じて自由なレイアウトが可能。[2]